# Chamberí
Chamberí es uno de los 21 distritos que conforman la ciudad de Madrid, España. Se divide administrativamente en seis barrios: (Gaztambide, Arapiles, Trafalgar, Almagro, Ríos Rosas y Vallehermoso). 

## Geografía
Forma parte de la llamada almendra central de la ciudad, cuenta con una población cercana a los 150 000 habitantes y está delimitado por las siguientes calles:
- Por el oeste: calle de la Princesa, calle de Meléndez Valdés, calle del Arcipreste de Hita, calle de Isaac Peral, plaza de Cristo Rey y paseo de Juan XXIII. Limita con el distrito de Moncloa-Aravaca.
- Por el sur: calle de Alberto Aguilera, glorieta de Ruiz Jiménez, calle de Carranza, glorieta de Bilbao, calle de Sagasta, plaza de Alonso Martínez, calle de Génova y plaza de Colón. Limita con los distritos de Centro y Salamanca.
- Por el este: paseo de la Castellana, plazas de San Juan de la Cruz y Doctor Marañón, glorieta de Emilio Castelar, paso elevado de Enrique de la Mata Gorostizaga y plaza de Colón. Limita con los distritos de Chamartín y Salamanca.
- Por el norte: avenidas de Moncloa y Reina Victoria, glorieta de Cuatro Caminos y calle de Raimundo Fernández Villaverde. Limita con los distritos de Moncloa-Aravaca y Tetuán. Históricamente, parte de su territorio es una de las cunas del casticismo madrileño.[1][2]

### Barrios

Barrios del distrito

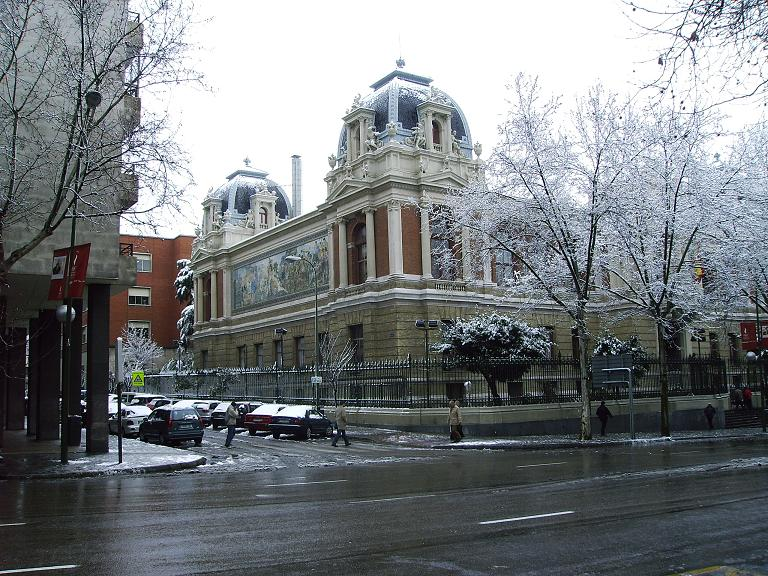
Escuela Superior de Ingenieros de Minas

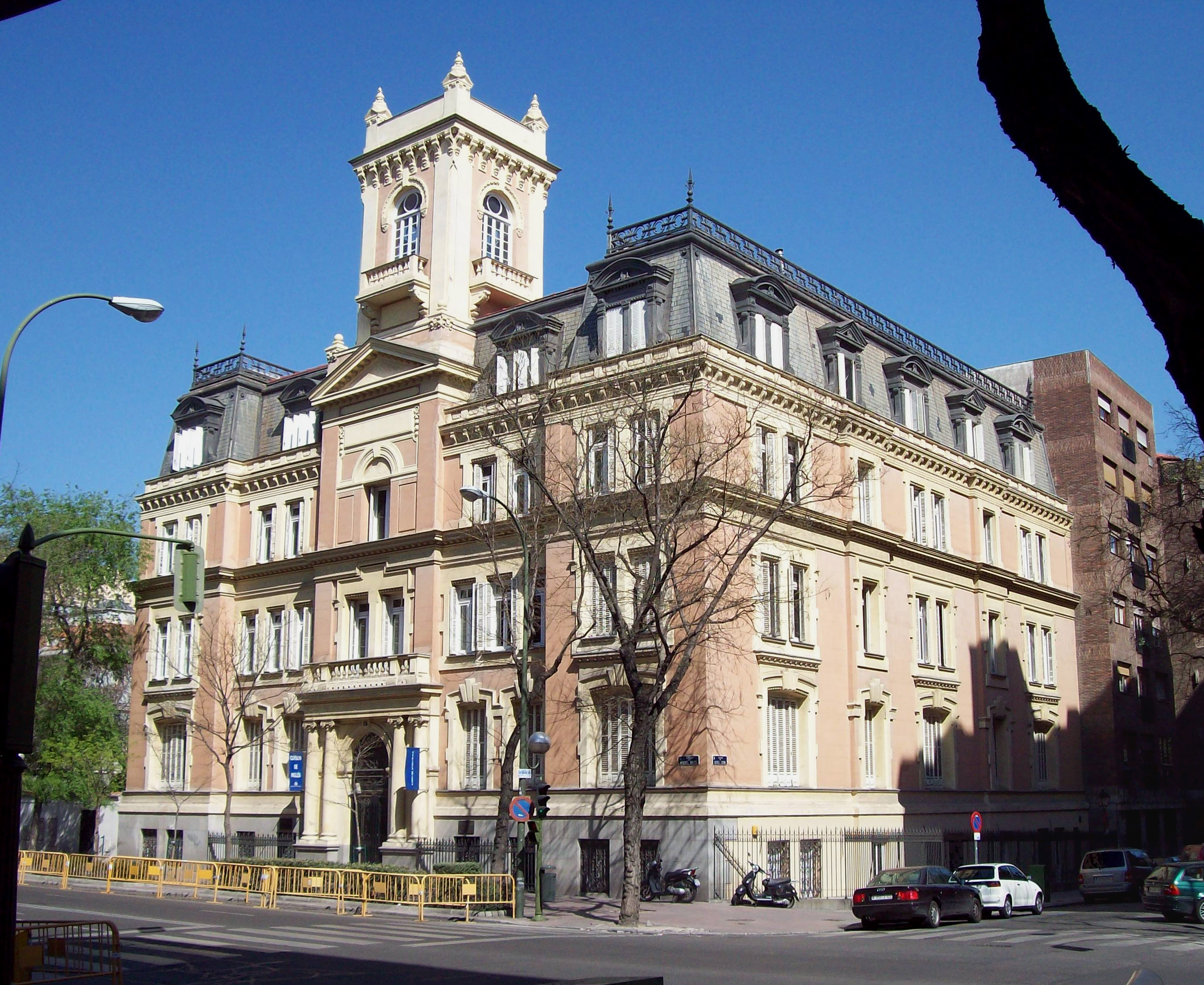
Instituto Internacional

El distrito está formado por los siguientes 6 barriosː
- Gaztambide (71)
- Arapiles (72)
- Trafalgar (73)
- Almagro (74)
- Ríos Rosas (75)
- Vallehermoso (76)

## Historia
Durante la Edad Media, las tierras que ocupan hoy en día el distrito de Chamberí pertenecieron a la Orden del Templo hasta su disolución a principios del siglo XIV. Posteriormente pasarían a formar parte del Consejo de Fuencarral. En esta época, estos terrenos estaban cubiertos de bosques y eran utilizados por miembros de la Corte para realizar cacerías.
Esta situación perduró hasta el reinado de Carlos I, momento en el que se empiezan a talar los bosques convirtiéndolos en dehesas y posteriormente en tierras de secano y eriales, a excepción de algunas huertas cercanas a arroyos, como los de San Bernardino, la Castellana, Cantarranas y Maudes. Las huertas de Santa Engracia, Eloina y la huerta de España se explotarán hasta principios del siglo XX.
En el siglo XVII, el 80 % de la tierra se reparte entre la Iglesia, los nobles, la monarquía. El resto pertenece a campesinos acomodados y gran número de pequeños propietarios. Los principales cultivos son el cereal y la vid.
Hacia finales del siglo XVIII y principios del siglo XIX el sector agrícola pierde importancia y empiezan a aparecer las primeras industrias, entre las cuales destaca la dedicada a la fabricación de ladrillos y tejas. Es en este momento cuando empiezan a construirse las primeras casas para alojar a los trabajadores y se trazan paseos y arbolados. Entre los paseos que se construyen destaca el camino de Hortaleza, actual calle de Luchana, el del Cisne, actual calle de Eduardo Dato y el Paseo Nuevo de las Delicias de la Princesa (bautizado así en honor a la princesa Isabel, futura Isabel II), actual paseo de la Castellana. El ambiente de esparcimiento alrededor de estos paseos, propicia la aparición de quintas de recreo como la del Marqués de Santiago en la actual plaza de Chamberí.
El nombre de Chamberí no tiene un origen claro, pero hay respaldo documental que acredita su primera aparición, en 1761: el plano de Madrid de Nicolas Chalmandrier. Por otra parte, Antonio Ponz escribe en su Viaje a España de 1782 que el nombre lo recibió cuando volvieron las tropas de la «última guerra de Italia», refiriéndose a la guerra de sucesión austríaca, en la que las tropas hispanofrancesas habían ocupado Saboya, cuya capital histórica es Chambéry. Es incomprobable la extendida teoría que afirma que durante la ocupación de las tropas francesas de Napoleón en España, se formó un campamento militar (cuartel) en lo que actualmente sería la plaza Chamberí que ellos llamaron «Chambéry», y que de ahí vino a tomar el nombre tan madrileño barrio. Las historias cuentan que los mismísimos Daoiz y Velarde junto con una pequeña milicia formada por madrileños del barrio y alrededores se enfrentaron a los soldados de este «cuartel» subiendo desde Malasaña y Tribunal por la actual calle Luchana durante los sucesos del día 2 de mayo.

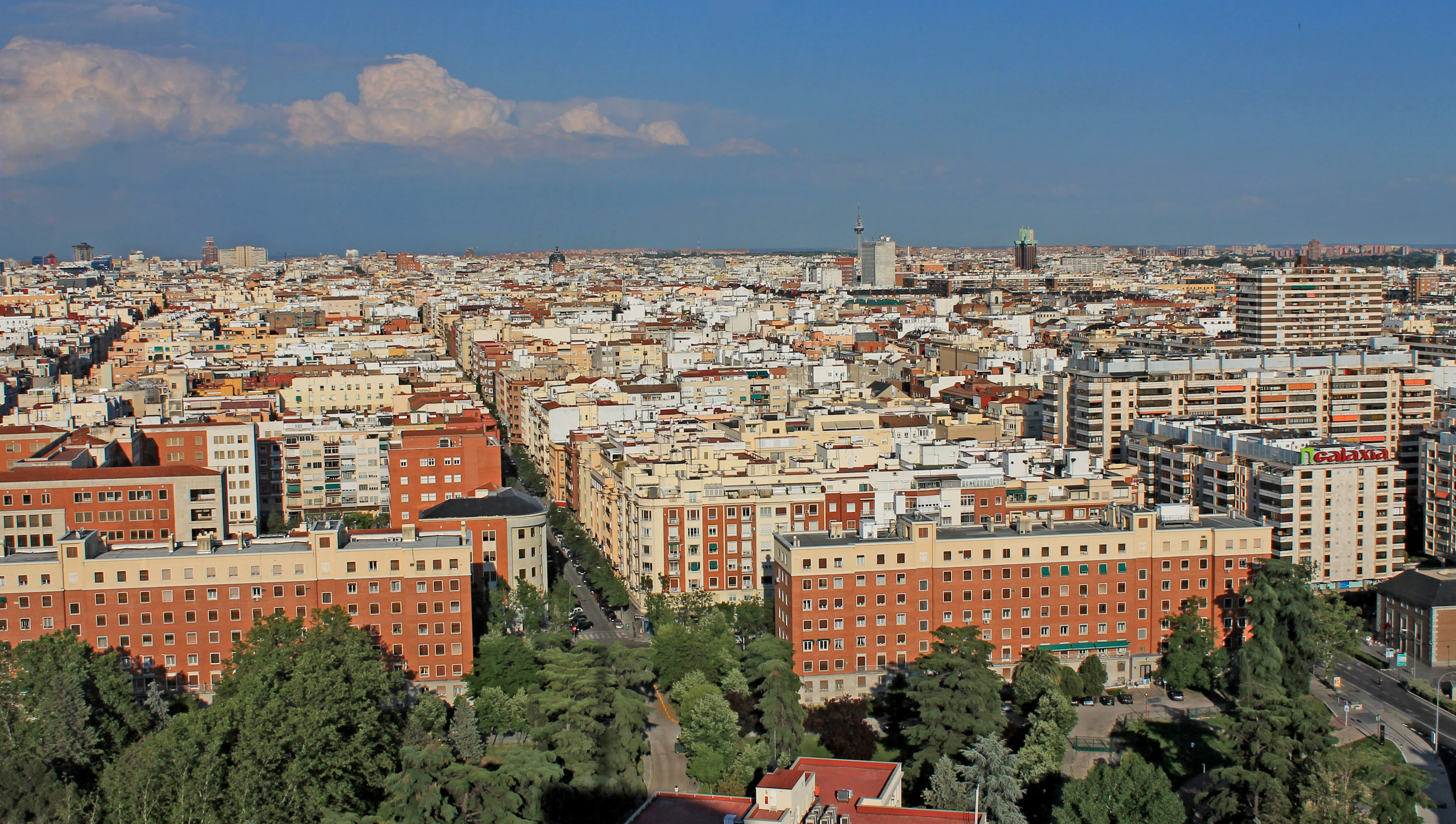
Vista de Chamberí desde el Faro de Moncloa

Tras la desamortización de los bienes eclesiásticos con Mendizábal, la mayor parte del terreno pasa a manos del Estado y de particulares, y su trazado entra en los diversos planes de ensanche de Madrid durante los siglos XIX y XX. Como se trata de un área parcialmente ocupada, el trazado de sus calles no es tan regular como en el distrito de Salamanca. Además, debido a la existencia de industrias y cementerios, su composición social es muy variada.

### Evolución del trazado urbano

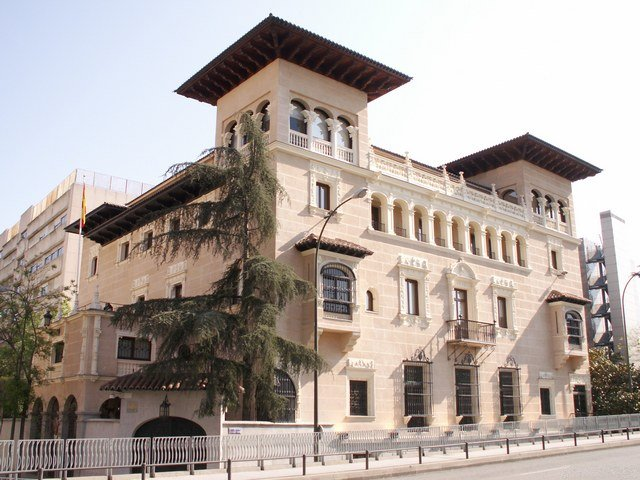
Palacio de los marqueses de Bermejillo del Rey, en el paseo de Eduardo Dato, actual sede del Defensor del Pueblo

El primer sector en ser totalmente urbanizado es parte del barrio de Almagro, en el sureste, conocido también como el Triángulo de Oro de Madrid. Se trata del área incluida entre la calle Génova, el paseo de la Castellana y el eje formado por las calles Almagro y Miguel Ángel. En este sector fijan su residencia a finales del siglo XIX y principios del siglo XX gran parte de la aristocracia española. Actualmente es un barrio de carácter administrativo muy marcado, que alberga la sede del Ministerio del Interior, el Instituto de la Juventud, las embajadas del Reino Unido, Suecia, Filipinas, Alemania y Colombia, la sede original de Cruz Roja en España, el Instituto Goethe, la sede nacional del Partido Popular, el palacio del Defensor del Pueblo. Estas instituciones ocupan antiguos palacios o viviendas. Otras edificaciones siguen ocupadas o han sido reconvertidas para otros usos, como el lujoso Hotel Santo Mauro. La red viaria está formada por una serie de calles paralelas a la calle Génova, cruzadas perpendicularmente por otras dos. Aproximadamente en el centro de su hipotenusa se encuentra la plaza de Rubén Darío, donde termina Almagro y comienza Miguel Ángel, que es cruzada por el único paseo del sector: Eduardo Dato (antiguo paseo del Cisne), con dirección E-O.

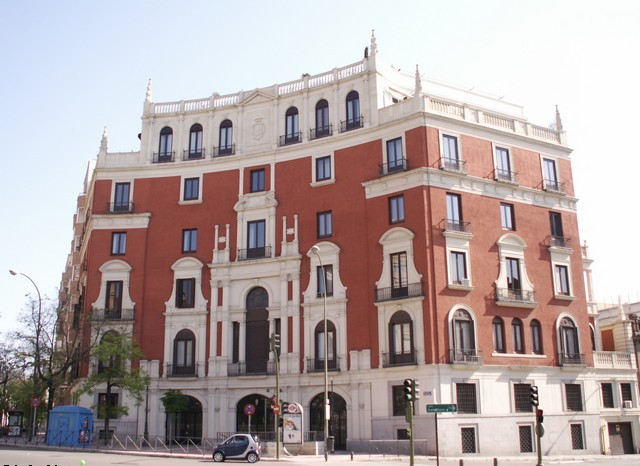
Viviendas del arquitecto Pedro de Muguruza (1929-1931). Paseo de Eduardo Dato 25, en la esquina con la plaza de Rubén Darío 3

El siguiente sector en ordenarse es contiguo al Triángulo de Oro, e, incluyendo a este, lo forma un trapecio limitado por la calle Génova al sur, el paseo de la Castellana al este, la calle de José Abascal al norte y la calle de Santa Engracia (antiguo camino de Hortaleza) al oeste. Así quedan casi completos los barrios de Almagro y de Ríos Rosas (continuación al norte del barrio de Almagro entre José Abascal y Raimundo Fernández Villaverde). Sus calles son ortogonales, solo modificadas por el trazado en dos tramos de Santa Engracia. Están ordenados por otros tres paseos (paseo del General Martínez Campos, calle de José Abascal y calle de Ríos Rosas), paralelos a Eduardo Dato y cruzados perpendicularmente por cuatro calles menores. En este sector del distrito aparece claramente la distinción social entre las viviendas de los paseos (pisos amplios, exteriores en inmuebles de calidad) con el resto de las calles (viviendas más pequeñas y con menos servicios).
Paralelamente a este desarrollo se organizan los barrios de Trafalgar (limitado por la calle Sagasta al sur, la calle de San Bernardo-Bravo Murillo al oeste, la calle José Abascal al norte y Santa Engracia al este) y de Arapiles (limitado por la calle de Carranza al sur, la calle Blasco de Garay al oeste, la calle Cea Bermúdez al norte y la calle Fuencarral al este). El primero tiene un trazado ortogonal algo irregular centrado en la plaza de Olavide y cruzado por dos paseos principales: las calles Trafalgar-General Álvarez de Castro y la calle de Eloy Gonzalo. El segundo se desarrolla alrededor de las antiguas cocheras del tranvía, terrenos que actualmente ocupa la plaza del Conde del Valle de Súchil, y sus aledaños. El desarrollo de estos barrios estuvo limitado por la existencia de dos camposantos al noroeste y por la inauguración de la fuente principal (en Bravo Murillo) y de los depósitos reguladores del Canal de Isabel II (en la calle de Santa Engracia y en la avenida de Filipinas), al norte, en el inicio del siglo XX.

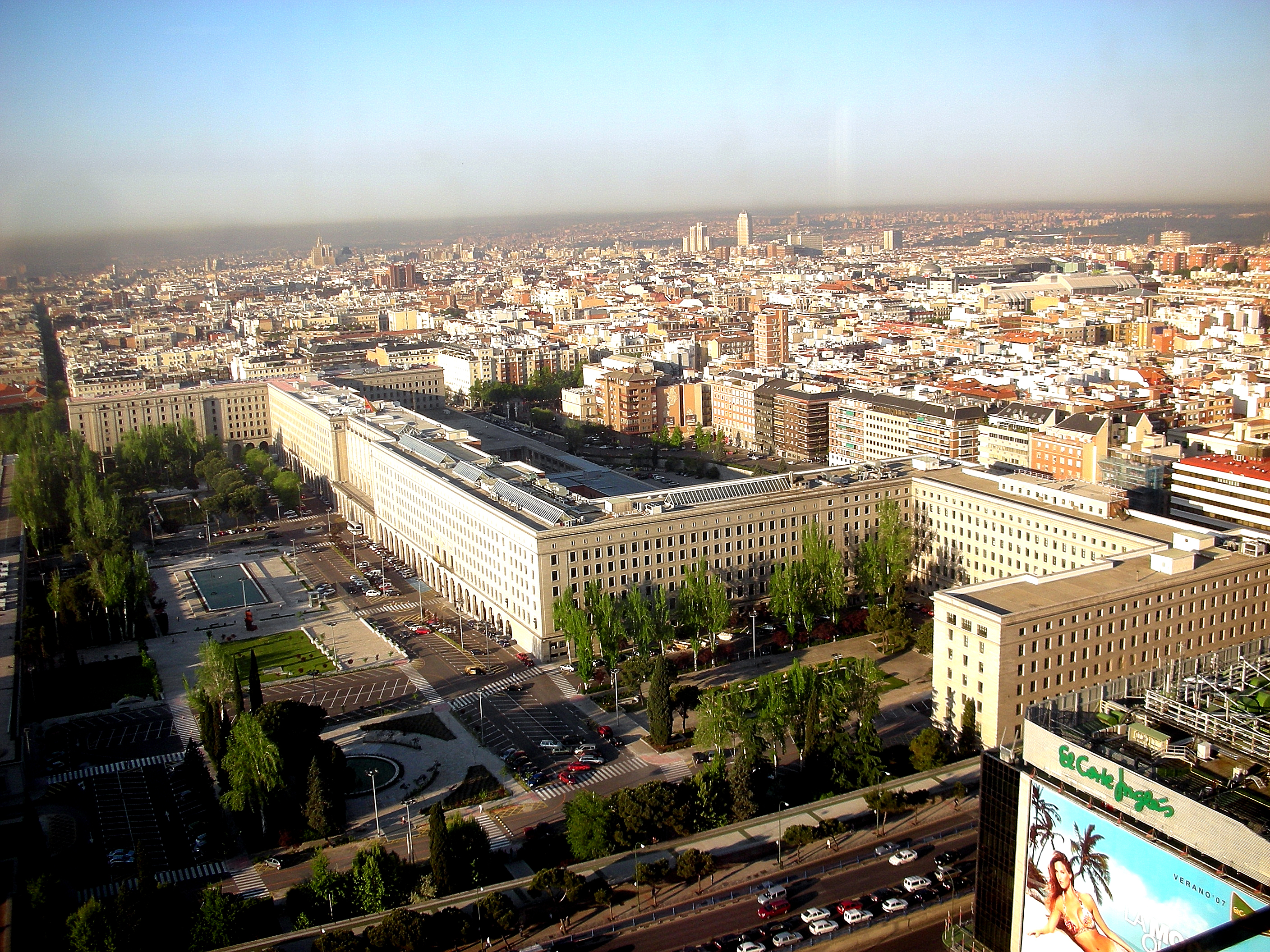
Vista aérea de los Nuevos Ministerios

A partir de 1920 se comienzan dos labores importantes: el traslado de los dos camposantos (de San Andrés y de San Martín), lo que permite el desarrollo de los barrios de Vallehermoso (limitado al este por la calle de Bravo Murillo, al sur por la calle de Cea Bermúdez, al norte y al oeste por el límite del distrito), y Gaztambide (limitado al Este por la calle de Blasco de Garay, al sur por la calle de Alberto Aguilera, al norte por la calle Cea Bermúdez y al oeste por el límite del distrito). En los límites de Chamberí, también comienza la construcción de los Nuevos Ministerios y la Ciudad Metropolitana (Cuatro Caminos) en el norte y noroeste respectivamente.

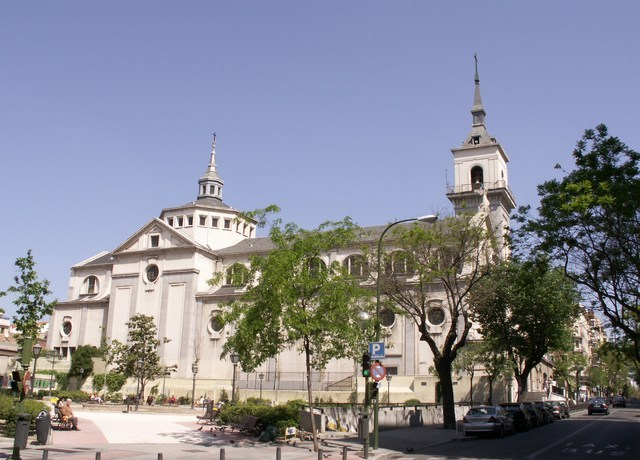
Iglesia del Santísimo Cristo de la Victoria, ejemplo de arquitectura franquista

Tras la guerra civil se concluyen los Nuevos Ministerios, se construye y diseña el Parque Móvil Ministerial, termina por urbanizarse las cocheras del tranvía (barrio de Arapiles), se reconstruye el antiguo tanatorio (hoy Centro Cultural Galileo) y la Basílica del Cristo de la Victoria (calle Blasco de Garay).
Ya a principios de los sesenta, se concluye la ordenación urbana del Distrito con la construcción del Estadio de Vallehermoso (en la avenida de Filipinas), la Dirección General de la Guardia Civil y el Instituto Geográfico Nacional (ambas en General Ibáñez Ibero), el Parque de las Naciones y la Dirección General de Loterías (calle de Guzmán el Bueno); la Escuela Normal (actual Escuela de Ciencias Empresariales de la Universidad Complutense) y el CEP Asunción Rincón, en la avenida de Filipinas.

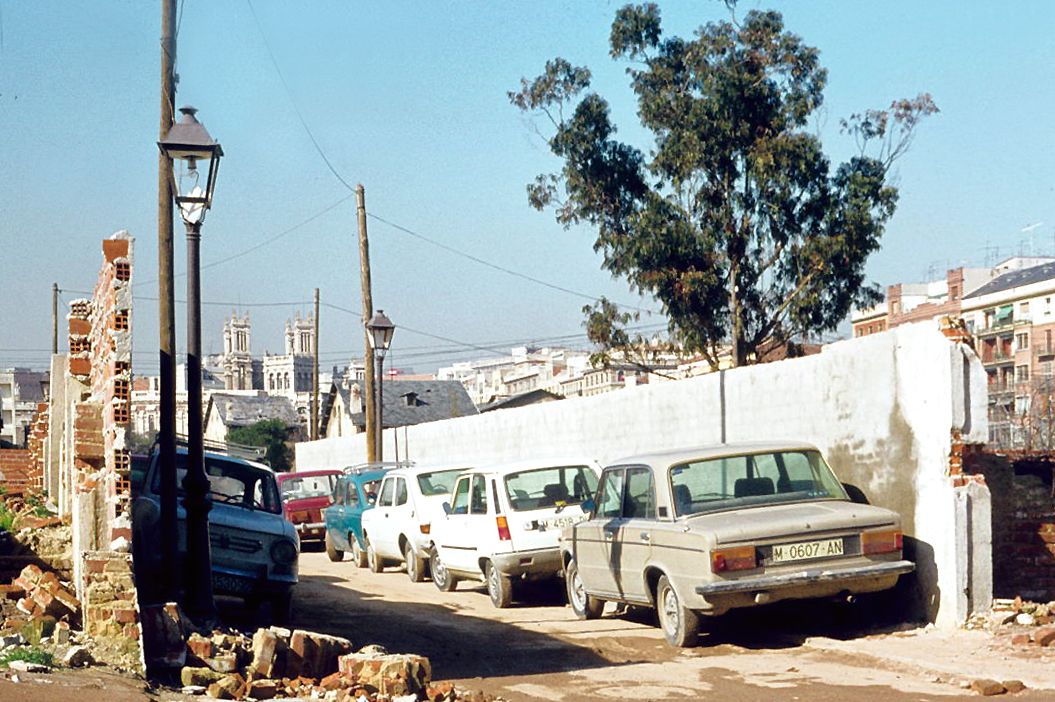
Colonia de Maudes a finales de la década de 1970

En los setenta se construiría la Escuela Oficial de Idiomas y el IES Filipinas (ambos en la calle de Jesús Maestro), la Delegación de Hacienda de Madrid (calle de Guzmán el Bueno) y se reordenarían las calles recientemente incorporadas al distrito y que formaron parte de la Colonia Metropolitana (toda el área que queda al norte del paseo de San Francisco de Sales). Este sector del barrio de Vallehermoso, próximo a la Ciudad Universitaria, alberga instalaciones de la Universidad CEU San Pablo, el campus madrileño de la Saint Louis University y de la Universidad Pontificia de Salamanca, el Tribunal Constitucional y numerosas clínicas y centros educativos.
Durante las últimas décadas, la inversión pública en el distrito se ha centrado en la ampliación de espacios públicos, bien por mejoras (plan de arbolado de todas las calles del distrito, reordenación de la plaza de Olavide, ensanche de aceras de la calle Fuencarral, ajardinamiento del parque del Cristo de la Victoria, de la plaza del Teniente de Alcalde Pérez-Pillado o de la plaza del Conde del Valle de Súchil, etc.), bien por la recuperación de espacios del Canal de Isabel II (parque de Santander, Club Deportivo del Canal de Isabel II, Complejo Deportivo Filipinas, Jardines de Enrique Herrero y, en un futuro, el Depósito Número 2, entre las calles Bravo Murillo y Santa Engracia). También se han realizado importantes obras para la mejora del tráfico, entre las que destacan los túneles de Ríos Rosas-Filipinas y Filipinas/Cea Bermúdez-Avda. de los Reyes Católicos).

### Desarrollo industrial
El distrito nació como arrabal industrial, alternando con las fincas de recreo. En 1850, además de los tejares y yeserías (que eran la actividad mayoritaria), había en Chamberí quince fábricas, entre ellas la Fábrica de Tapices, varias de productos químicos y las famosas fundiciones de Sandorf y de Buenavista. Por ello recibían sus vecinos el nombre de «chisperos», eternos rivales en casticismo con los vecinos de Lavapiés, los «manolos». Poco a poco se fue diversificando la industria, especialmente hacia las artes gráficas (imprenta de Antonio Huertas, la casa editorial Manini o Espasa-Calpe).
Durante la segunda mitad del siglo XX las diversas industrias fueron deslocalizándose del distrito y los solares que ocupaban reconvertidos habitualmente en manzanas de viviendas. Las últimas grandes industrias que dejaron sus sedes fueron los jabones Gal (actualmente, el Complejo Galaxia) y Papelera Española-Espasa-Calpe (actualmente viviendas y sede de Telefónica en la calle Ríos Rosas esquina con Ponzano).

## Monumentos y lugares de interés
El interés arquitectónico de este distrito radica en las extraordinaria abundancia de edificios modernistas, neogóticos y neomudéjares que se conservan, no solo casas de vecinos (sobre todo en los barrios de Almagro y Trafalgar), sino de instituciones (los Asilos de San Diego y de Almagro, los colegios de San Rafael y de El Porvenir, el Patronato de Enfermos, etc.), iglesias (Los Ángeles, Salesas Reales, Santuario del Perpetuo Socorro) e infraestructuras (parque de bomberos, instalaciones del Canal de Isabel II, etc.). También alberga dos joyas del racionalismo: la estación de servicio de Vallehermoso y la Casa de las Flores.

### Edificios declarados Monumento Nacional[7]
- Asilo de las Hermanitas de los Pobres, calle Almagro 1.
- Asilo de San Diego, paseo de Eduardo Dato 4.
- Casa de las Flores, calle de Hilarión Eslava/calle de Meléndez Valdés.
- Colegio de la Divina Pastora, calle de Santa Engracia 140-142.
- Colegio de La Salle San Rafael, calle de Guzmán el Bueno 32 semiesquina Fernando el Católico 49.
- Convento de las Salesas Reales (primer monasterio de la Visitación de Nuestra Señora, MM. Salesas), calle de Santa Engracia 18-20.
- Colegio El Porvenir, calle de Bravo Murillo, 85.
- Convento de los Padres Paules, calle de García Paredes 45.
- Convento de las Siervas de María, plaza de Chamberí 8.
- Depósito y Fuente de Aguas del Canal de Isabel II, calle de Bravo Murillo/calle de Cea Bermúdez y calle de Santa Engracia/calle de José Abascal.
- British Council, paseo del General Martínez Campos.
- Escuela Superior de Ingenieros de Minas, calle de Ríos Rosas 21
- Gasolinera Petróleos Portopí, calle de Alberto Aguilera/calle de Vallehermoso.
- Frontón Beti-Jai, calle del Marqués del Riscal 7.
- Hospital de Maudes (antiguo Hospital de Jornaleros, hoy sede de la Consejería de Ordenación Territorial de la Comunidad de Madrid), calle de Maudes.
- Instituto Homeopático y Hospital de San José, calle de Eloy Gonzalo 3.
- Iglesia de Nuestra Señora de los Ángeles, calle de Bravo Murillo 93.
- Iglesia de San Fermín de los Navarros, paseo Eduardo Dato.
- Instituto Geográfico Nacional (antiguo Instituto Geográfico y Catastral), paseo del General Ibáñez Ibero.
- Instituto Internacional, calle de Miguel Ángel, 8. Edificio proyectado en 1906 por Joaquín Saldaña López, y construido entre 1906 y 1911.
- Instituto Geológico y Minero de España, calle de Ríos Rosas 23.
- Instituto Valencia de Don Juan, calle de Fortuny 43.
- Museo Sorolla, paseo del General Martínez Campos.
- Palacio de Villamejor, Paseo de la Castellana 3.
- Parque de bomberos y dependencias municipales, calle de Santa Engracia 116.
- Residencia de Señoritas (Edificio Arniches), calle de Fortuny 56.

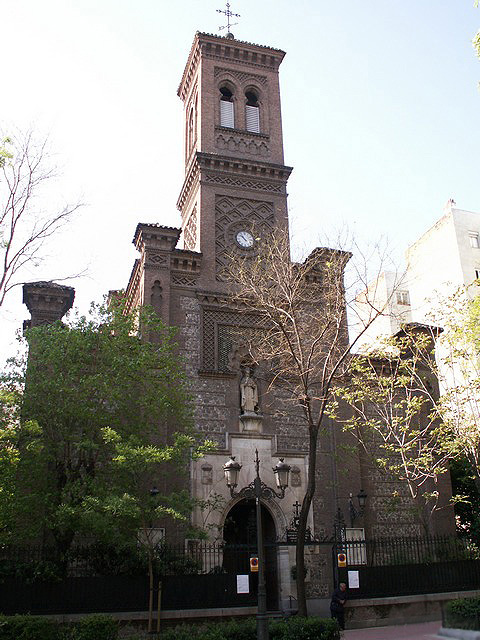
Iglesia de San Fermín de los Navarros
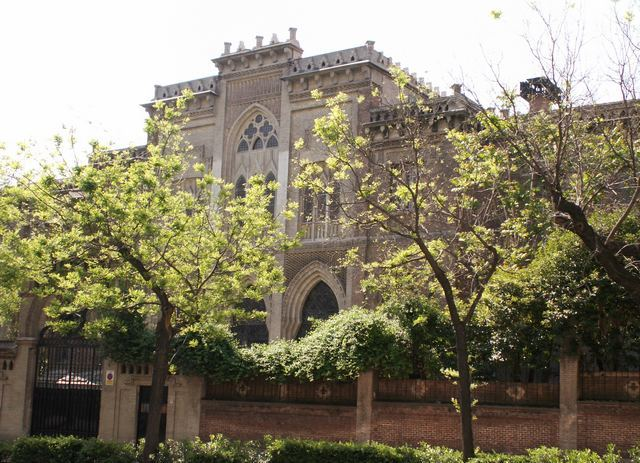
Asilo de San Diego
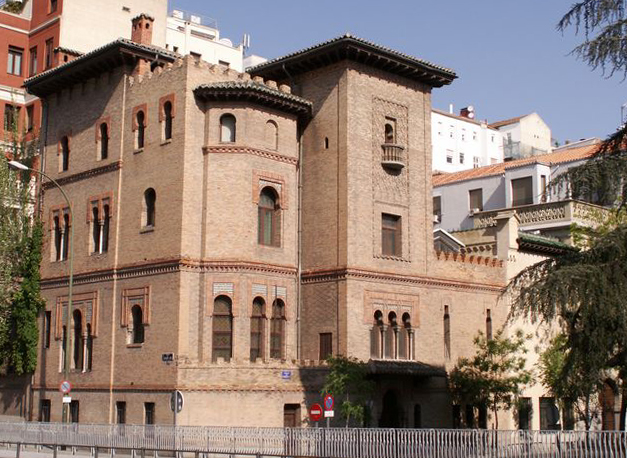
Instituto de Valencia de Don Juan
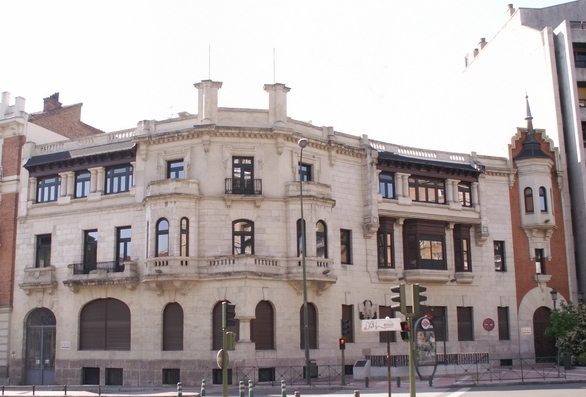
Palacete de Miguel Maura y sede de la Cruz Roja Española en la plaza de Rubén Darío
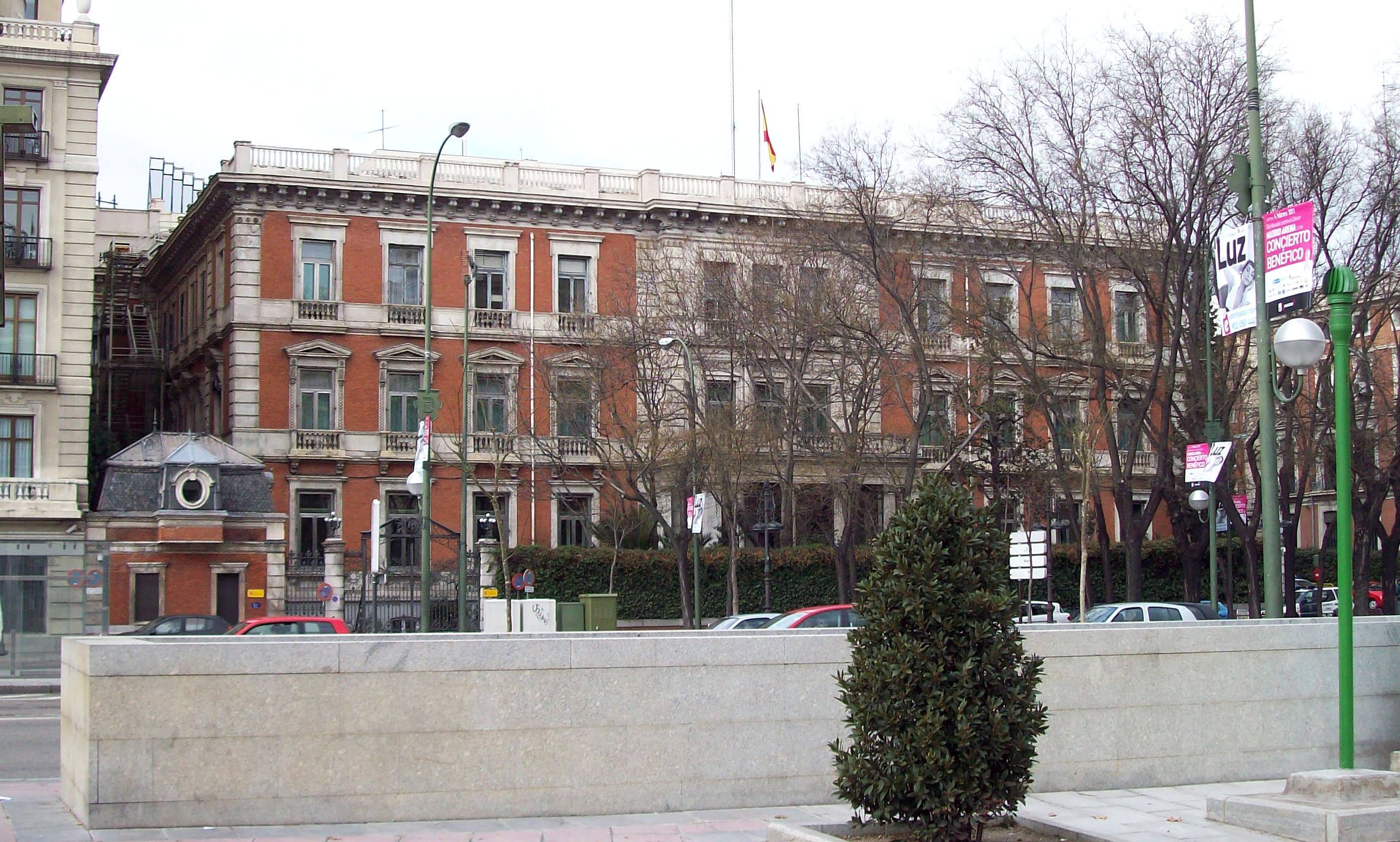
Palacio de Villamejor

### Otros edificios de interés

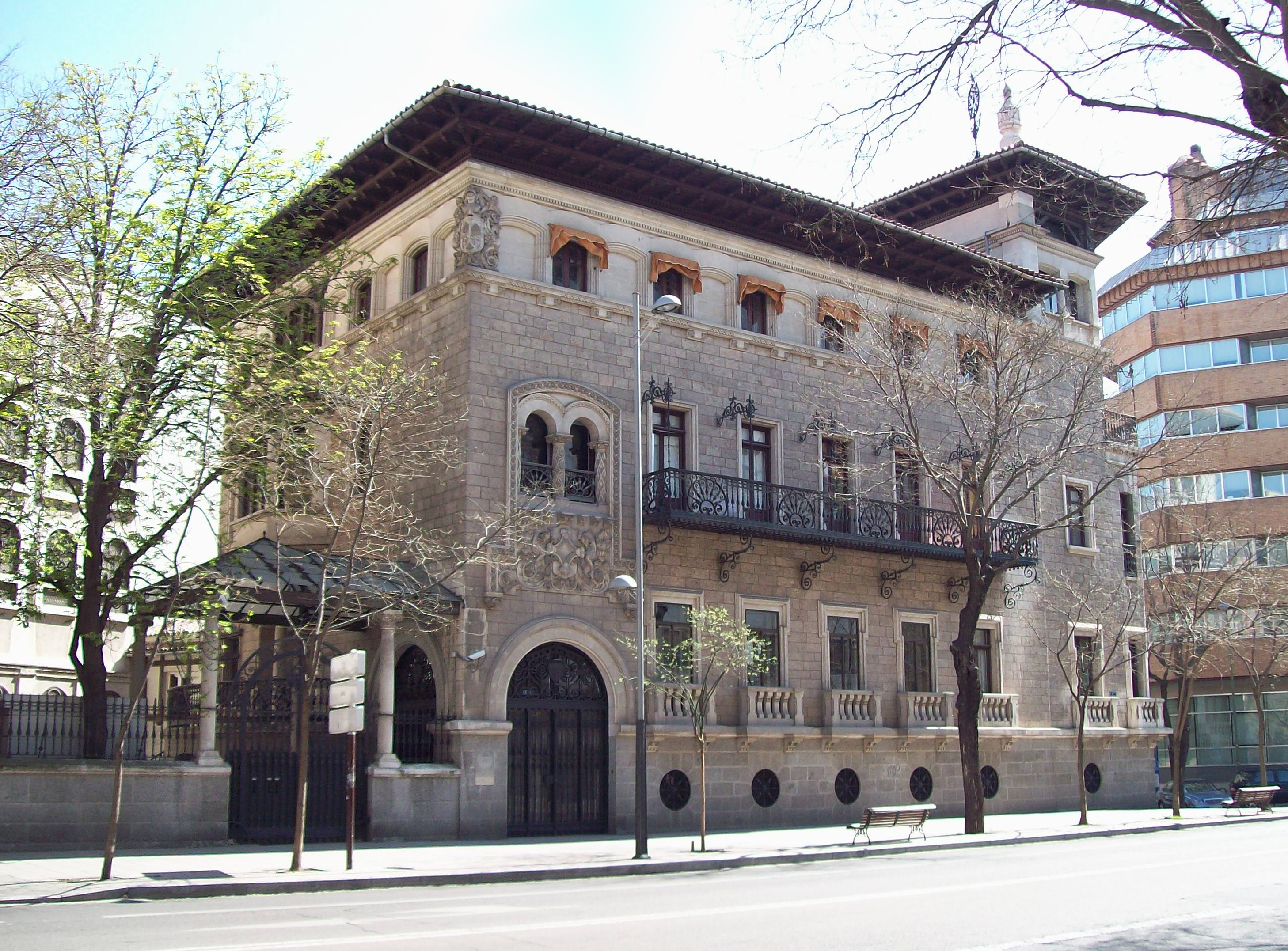
Casa Garay

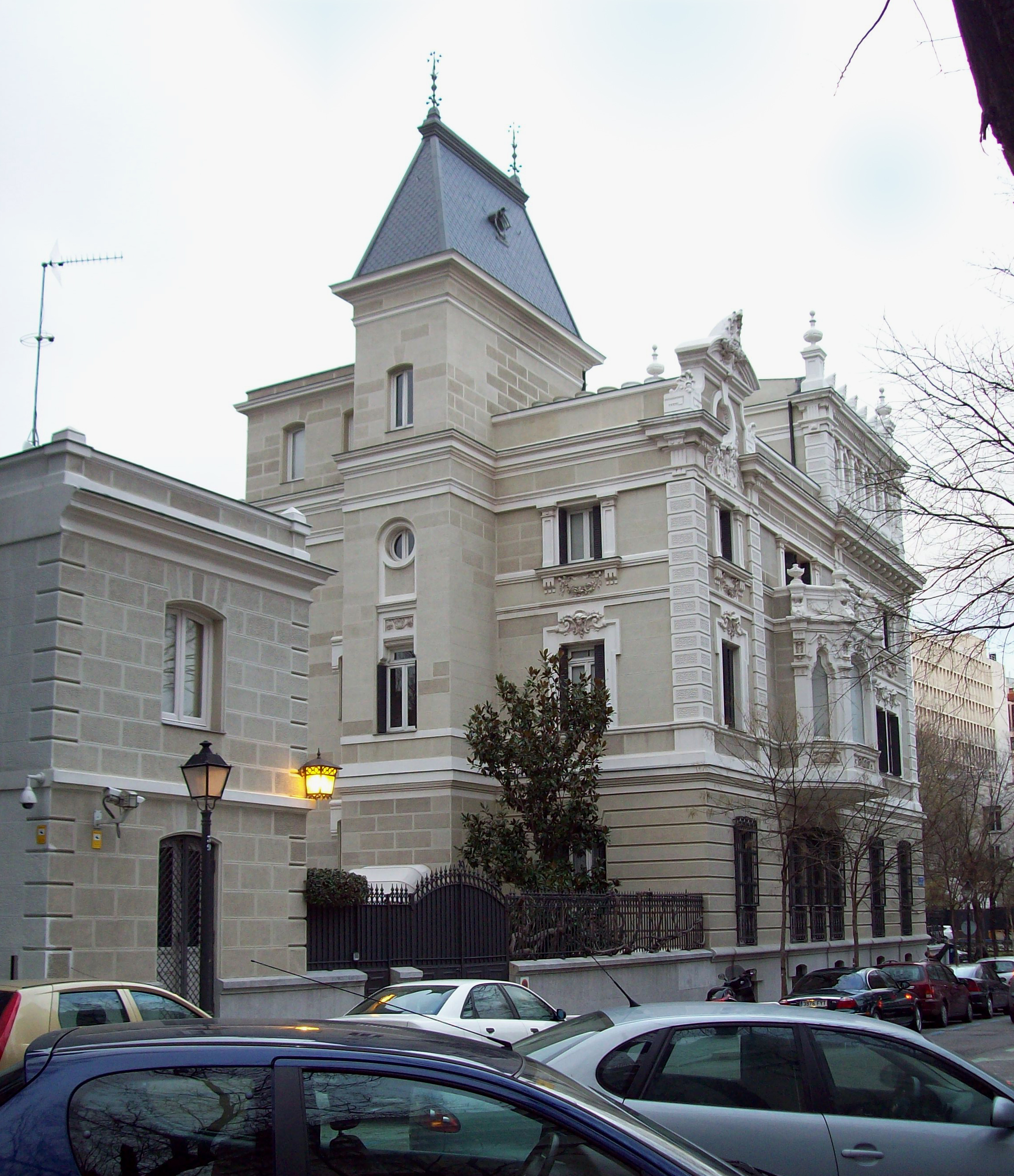
Palacete de Eduardo Adcoch

- Casa Garay (actual sede del Colegio Oficial de Ingenieros de Caminos, Canales y Puertos), calle de Almagro, 42. Edificio neorrománico proyectado en 1914 por Manuel María Smith e Ibarra y construido entre 1914 y 1917.
- Centro Cultural Galileo (antiguo tanatorio), calle de Galileo/calle de Fernando el Católico.
- Cine Proyecciones, calle de Fuencarral 136.
- Complejo Galaxia, manzana limitada por las calles de Fernando el Católico, Arcipreste de Hita, Fernández de los Ríos e Hilarión Eslava.
- Estadio Vallehermoso, avenida de Filipinas 9.
- Iglesia de San Juan de la Cruz, plaza de San Juan de la Cruz, frente al Ministerio de Medio Ambiente.

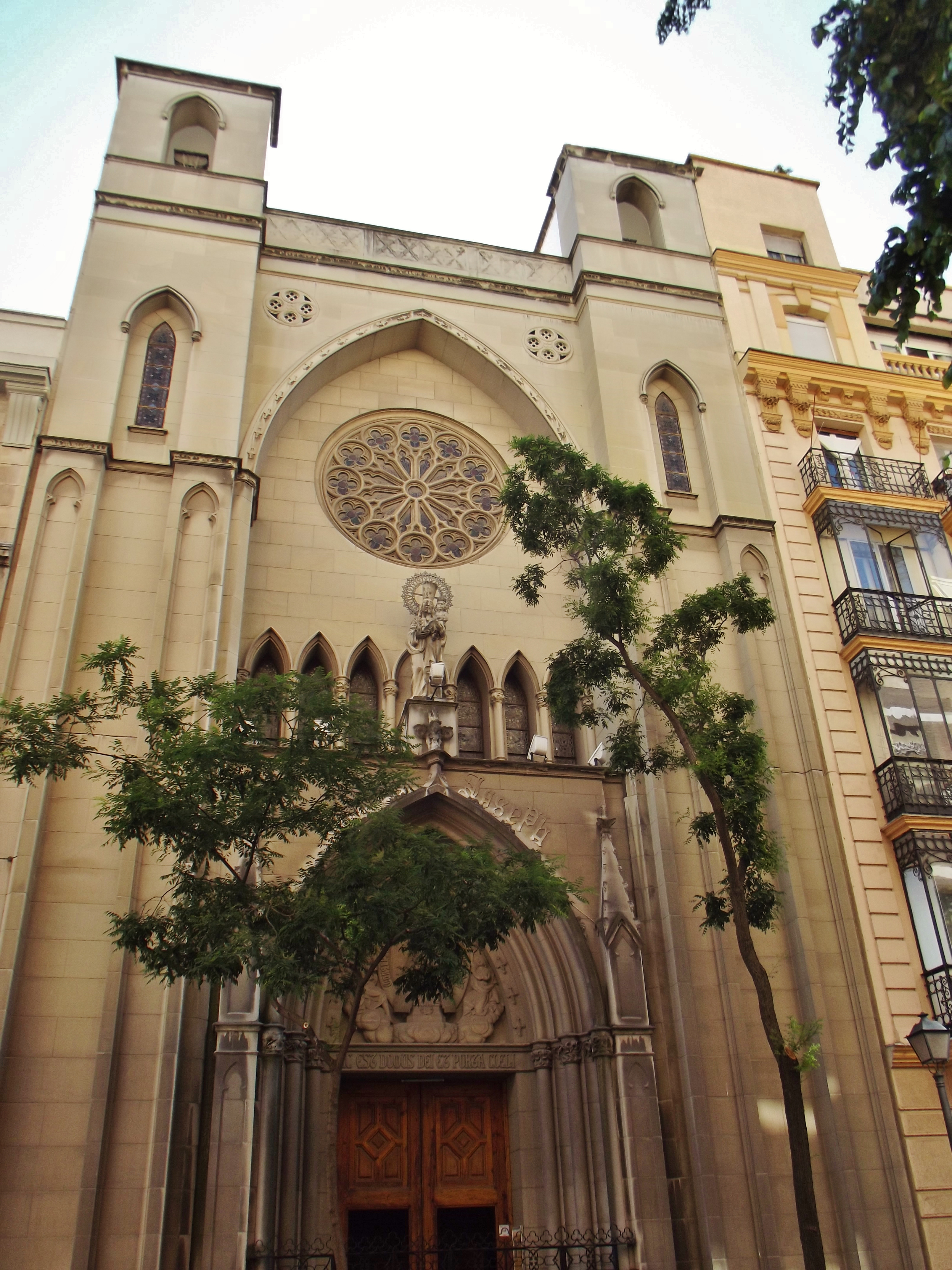
Iglesia de San José de la Montaña

- Iglesia de San José de la Montaña. Edificio de estilo neogótico construido en 1926 en la calle de Fernández de la Hoz.[8]
- Iglesia de Santa Rita y residencia estudiantil de los PP. Agustinos Recoletos, calle de Gaztambide/calle de Cea Bermúdez.
- Instituto de Estudios de Administración Local (palacio de la condesa de Adanero), calle de Santa Engracia 7/calle de Manuel González Longoria 9.
- Nuevos Ministerios, manzana limitada por las calles de Agustín de Betancourt, Ríos Rosas y Raimundo Fernández Villaverde y por el paso de la Castellana.
- Palacete de la Casa de México, calle de Alberto Aguilera 20/calle de Vallehermoso.
- Palacete de Eduardo Adcoch (sede de la Fundación Rafael del Pino desde 2001), calle de Rafael Calvo, 35. Proyectado en 1905 por el arquitecto José López Sallaberry y construido de 1905 a 1906.
- Palacio del Defensor del Pueblo, calle de Eduardo Dato.
- Patronato de Enfermos, calle de Santa Engracia, 11.
- Santuario del Perpetuo Socorro, calle de Manuel Silvela, 14.
- Teatro de la Abadía, calle de Fernández de los Ríos/calle de Vallehermoso.
- Teatros del Canal, calle de Cea Bermúdez/calle de Bravo Murillo.
- Tercer Monasterio de la Visitación (MM. Salesas), paseo de San Francisco de Sales 44.
- Torres de Colón, calle de Génova/plaza de Colón.
- Tribunal Constitucional de España, calle de Doménico Scarlatti esq. calle de Isaac Peral.

### Escultura urbana

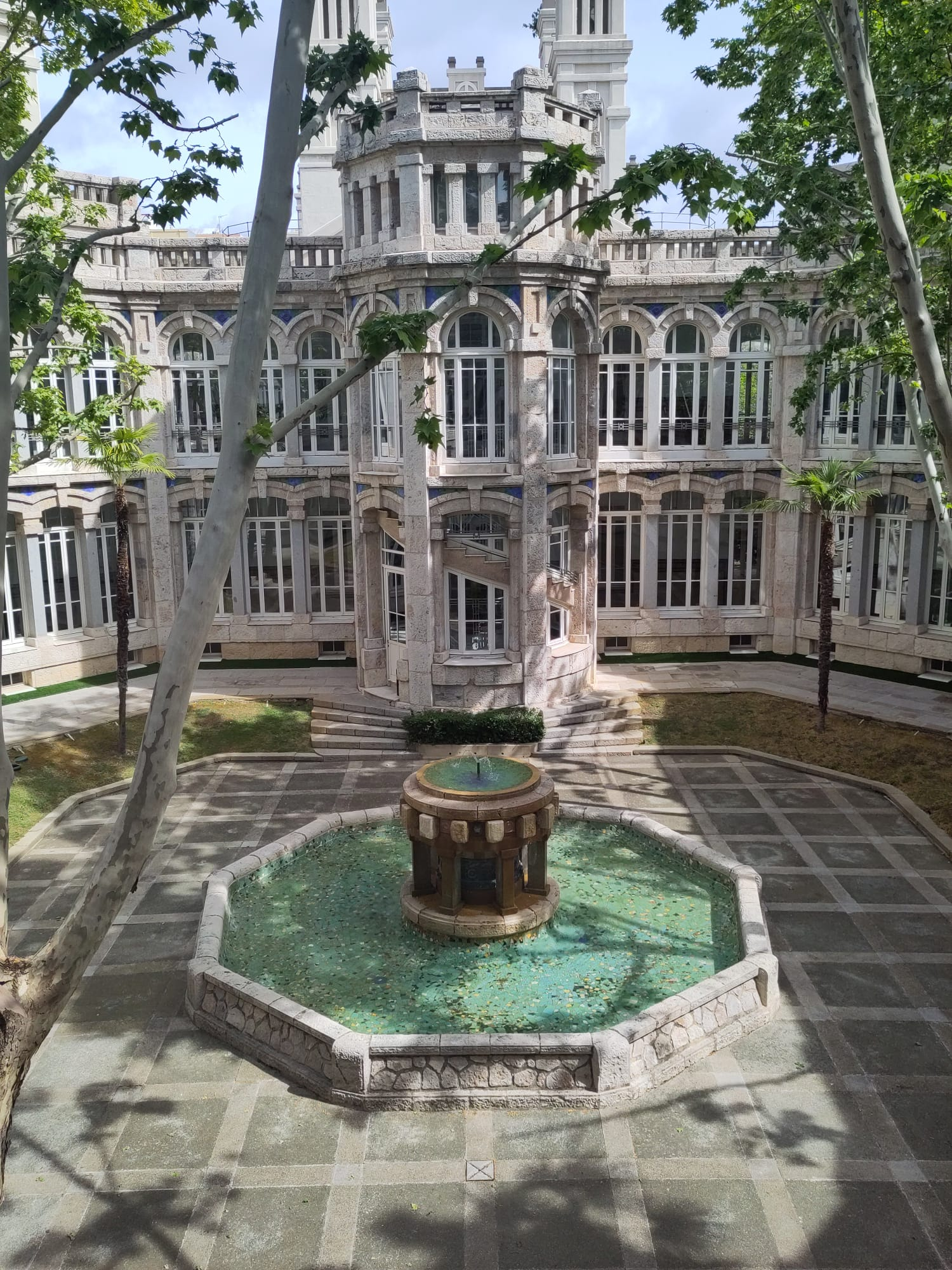
Patio central del Hospital de Maudes, de Antonio Palacios Ramilo

- Monumento a Loreto Prado (Mariano Benlliure, 1944), en la plaza de Chamberí.
- Monumento a Quevedo (Agustín Querol, 1902), glorieta de Quevedo.
- Monumento a José Rizal (réplica del existente en Manila, 1996), avenida de Filipinas/calle de Santander.
- Museo de Escultura al Aire Libre, paseos de Eduardo Dato/Castellana.
- Placa a Mateo Inurria (Pedro de Torre Isunza, 1933), glorieta de Quevedo 5.

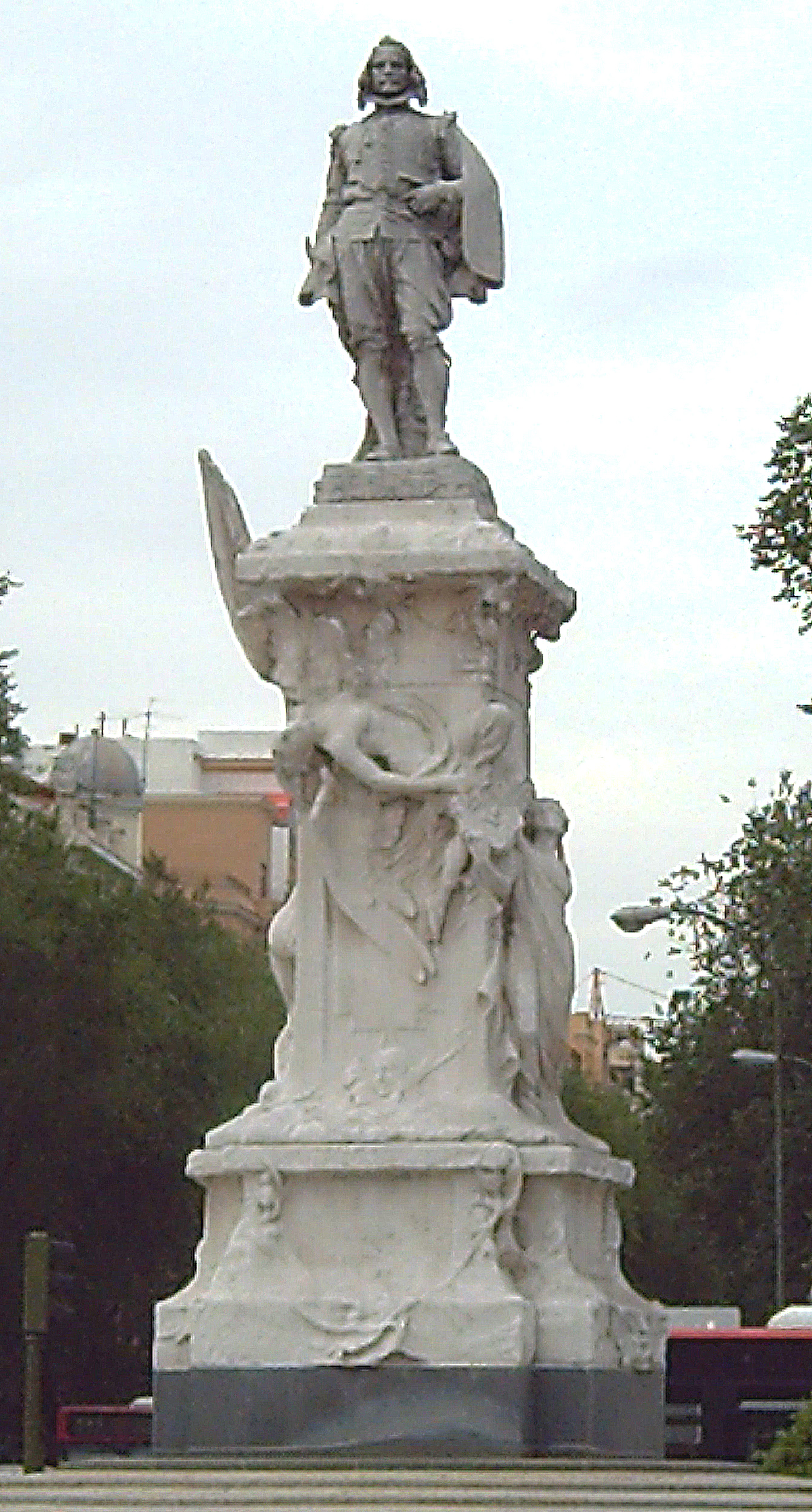
Monumento a Quevedo
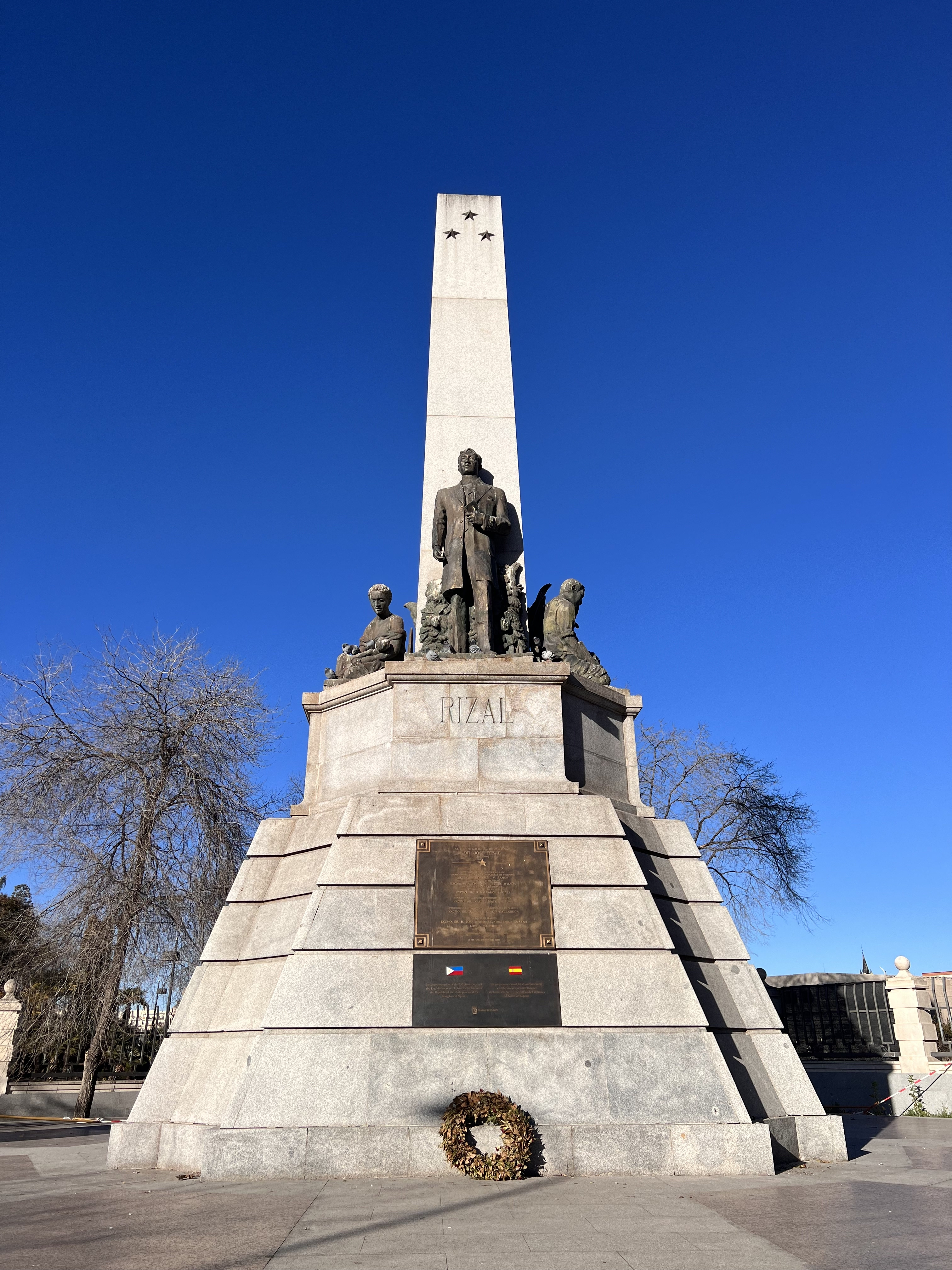
Monumento a Rizal
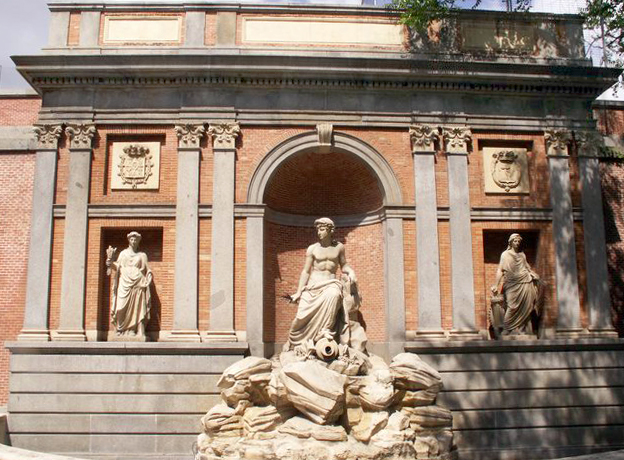
Conjunto escultórico del primer depósito del Canal de Isabel II
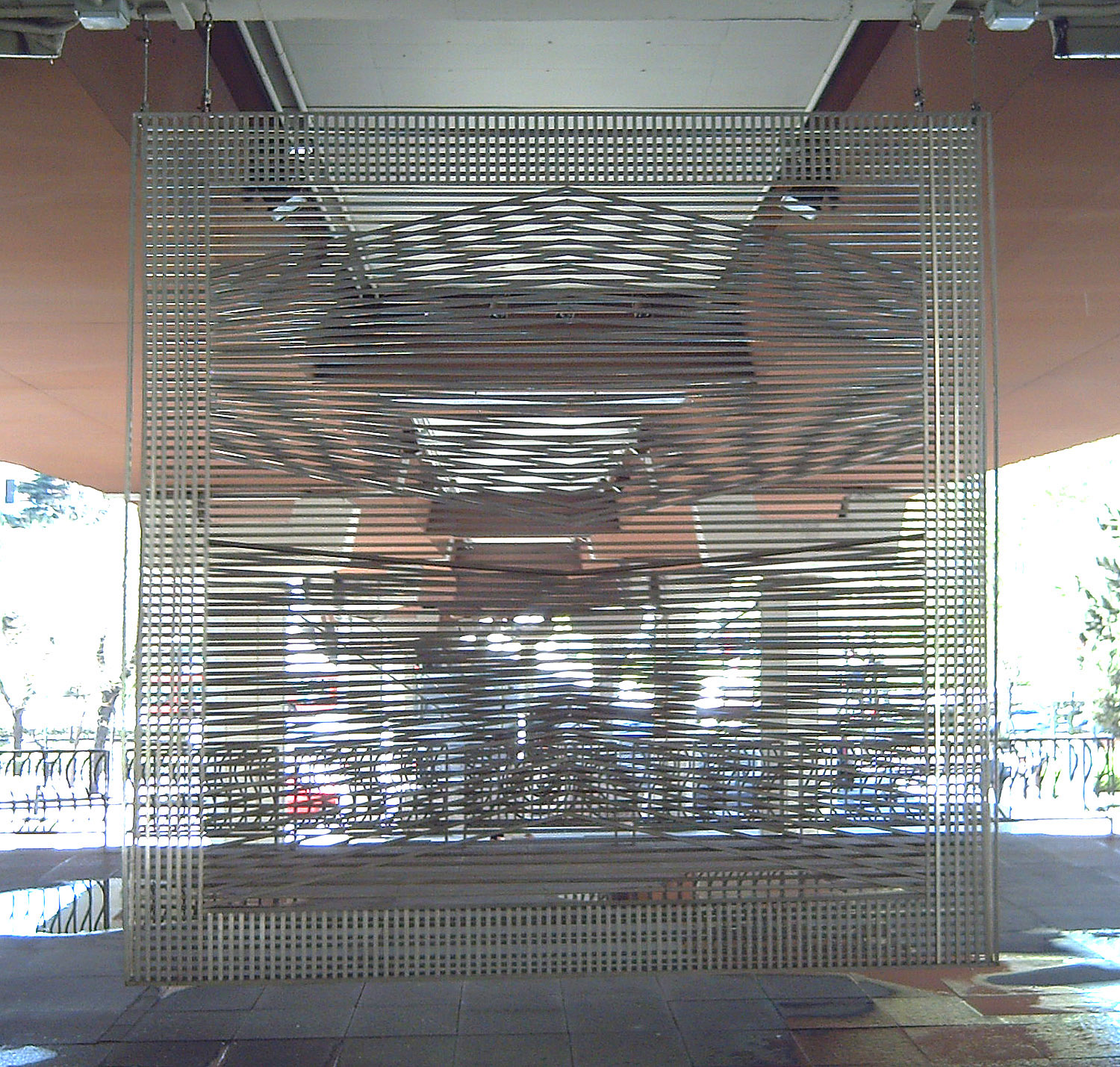
Móvil de Eusebio Sempere, en el Museo de Escultura al Aire Libre

### Museos y bibliotecas
- Biblioteca del Instituto Internacional, calle Miguel Ángel 8, especializada en cultura española y cultura norteamericana.
- Museo de Geología, calle de Ríos Rosas 21.
- Museo del Instituto Valencia de Don Juan, calle de Fortuny 43.
- Museo Sorolla, paseo del General Martínez Campos.
- Museo de Escultura al Aire Libre, paseos de Eduardo Dato/Castellana.
- Sala de exposiciones del Ministerio de Fomento, en los Nuevos Ministerios.
- Sala de exposiciones del Depósito del Canal de Isabel II, calle de Santa Engracia 134.
- Biblioteca Pública Ruiz Egea, calle de Raimundo Fernández Villaverde 6, especializada en cine y música.
- Museo del Metro de Madrid (Plaza de Chamberí)

### Parques y jardines
En uno de los distritos con mayor terreno no urbanizable, una de sus mayores deficiencias eran, paradójicamente, las zonas verdes, ya que los terrenos libres están ocupados por los depósitos reguladores del Canal de Isabel II. En un intento de dotar al distrito, esta institución ha puesto a su disposición dichos terrenos, en los que, por ahora, se han abierto los jardines de Enrique Herrero, el parque de Santander y el Centro de Ocio y Deportes Tercer Depósito del Canal de Isabel II. En fechas próximas se abrirá al público, igualmente, el depósito número dos.
Por otra parte, son numerosas las plazas ajardinadas (Olavide, Teniente de Alcalde Pérez-Pillado, Conde del Valle de Súchil, etc.) a las que hay que sumar algunas zonas recuperadas como parque frente a la basílica del Santísimo Cristo de la Victoria, en el Centro Cultural Galileo o en parte del solar de las antiguas Escuelas Pías de la calle de Gaztambide.
La mayor parte del viario del distrito se encuentra completamente arbolado, en las dos aceras cuando el ancho de la calle lo permite. Son especialmente interesantes las calles de Santa Engracia y General Álvarez de Castro, que mantienen la doble hilera de árboles, y el ensanchamiento del tramo de la calle de Fuencarral entre las glorietas de Quevedo y Bibao. Las principales especies que aparecen son: prunos «Pisardi», hibiscos, acacias, castaños de indias, almeces y plátanos de sombra. También está magníficamente conservada la población de moreras en el Parque Móvil y los cedros centenarios de las diversas instalaciones del Canal de Isabel II.

## Servicios
Debido a la composición de la población tradicional del distrito, predominantemente de clase media y alta, Chamberí ha adolecido crónicamente de instituciones públicas, fundamentalmente en las áreas de sanidad y educación.

### Transporte

La primera línea de Metro de Madrid, que atraviesa el distrito de norte a sur, en su trazado original

El tráfico urbano en este distrito es denso, especialmente en los dos ejes este-oeste (Cea Bermúdez-José Abascal y Ríos Rosas-Avda. Filipinas-Cea Bermúdez) que comunican la A-6 (Madrid-La Coruña) y la A-2 (Madrid-La Junquera).
Los ejes norte-sur (Santa Engracia y Bravo Murillo-Fuencarral-San Bernardo) sin embargo no tienen un tráfico tan denso al ser absorbido el tráfico norte-sur por el Paseo de la Castellana, vía común a este distrito y los distritos de Salamanca y Chamartín.
Los problemas de aparcamiento derivados de la casi inexistencia de aparcamientos públicos y la escasez de garajes privados ha sido subsanada, en parte, por la inclusión de todo el distrito en el área de aplicación del Sistema de Estacionamiento Regulado (SER) y la construcción de diversos aparcamientos para residentes (San Juan de la Cruz, Ríos Rosas, Filipinas, Cea Bermúdez, San Francisco de Sales, Meléndez Valdés, Conde del Valle de Súchil).

#### Cercanías
Dos estaciones, Nuevos Ministerios y Recoletos, se encuentran en el extremo noreste del distrito, y en ellas se pueden tomar trenes de las líneas C-2, C-3, C-4, C-7, C-8 y C-10 y en la otra C-2, C-7, C-8 y C-10

#### Metro
Su situación estratégica en el centro-norte de la ciudad hacen que Chamberí sea un distrito muy bien comunicado con el resto de la ciudad desde fechas tempranas, especialmente por Metro.
La línea 1 es, desde 1919, una de las líneas que vertebran el transporte de este distrito al discurrir bajo las calles de Santa Engracia y Luchana. Tiene cuatro estaciones que prestan servicio al distrito: Cuatro Caminos, Ríos Rosas, Iglesia y Bilbao. La estación de Chamberí se encuentra sin servicio desde 1966, siendo actualmente sede de Andén 0, museo de Metro de Madrid.
La línea 2, desde 1925, vertebra también el distrito al discurrir bajo las calles de Bravo Murillo y San Bernardo con cuatro estaciones, Cuatro Caminos, Canal, Quevedo y San Bernardo.
La línea 3, desde 1941, tiene dos estaciones por la calle de la Princesa: Moncloa y Argüelles.
La línea 4 presta servicio a la parte sur con las estaciones de Argüelles, San Bernardo, Bilbao, Alonso Martínez, Colón y Serrano.
La línea 5 posee dos estaciones dentro del distrito en el llamado Triángulo de Oro: Rubén Darío y Alonso Martínez.
La línea 6 da servicio a la parte norte al discurrir bajo la Avenida de Reina Victoria y la calle Raimundo Fernández de Villaverde. Tiene seis estaciones que prestan servicio al distrito: Nuevos Ministerios, Cuatro Caminos, Guzmán el Bueno, Vicente Aleixandre, Moncloa y Argüelles.
La línea 7 cruza desde 1998 el distrito de oeste a este y posee cinco estaciones dentro del mismo: Guzmán el Bueno, Islas Filipinas, Canal, Alonso Cano y Gregorio Marañón.
La línea 8 da servicio al extremo noreste del distrito con una sola estación bajo el Paseo de la Castellana: Nuevos Ministerios.
La línea 10 da servicio a la parte este del distrito con tres estaciones: Alonso Martínez, Gregorio Marañón y Nuevos Ministerios.

#### Autobuses
Dentro de la red de la Empresa Municipal de Transportes de Madrid, las siguientes líneas prestan servicio a barrios de este distrito:
| Línea | Terminales                                 |
| ----- | ------------------------------------------ |
| 1     | Cristo Rey - Prosperidad                   |
| 2     | Manuel Becerra – Reina Victoria            |
| 3     | Puerta de Toledo – San Amaro               |
| 5     | Sol / Sevilla – Estación de Chamartín      |
| 7     | Alonso Martínez – Manoteras                |
| 12    | Cristo Rey – Paseo del Marqués de Zafra    |
| 14    | Conde de Casal – Pío XII                   |
| 16    | Moncloa – Pío XII                          |
| 21    | Paseo del Pintor Rosales – Bº El Salvador  |
| 27    | Embajadores – Plaza de Castilla            |
| 37    | Cuatro Caminos – Puente de Vallecas        |
| 40    | Tribunal – Alfonso XIII                    |
| 44    | Callao – Marqués de Viana                  |
| 45    | Legazpi – Reina Victoria                   |
| 61    | Moncloa – Narváez                          |
| 62    | Cristo Rey - Los Puertos                   |
| 64    | Cuatro Caminos – Pitis                     |
| 66    | Cuatro Caminos – Fuencarral                |
| 82    | Moncloa – Pitis                            |
| 83    | Moncloa – Barrio de la Paz                 |
| 124   | Cuatro Caminos – Lacoma                    |
| 126   | Nuevos Ministerios – Barrio del Pilar      |
| 127   | Cuatro Caminos – Ciudad de los Periodistas |
| 128   | Cuatro Caminos – Barrio del Pilar          |
| 132   | Moncloa – Hospital La Paz                  |
| 138   | Cristo Rey - San Ignacio                   |
| 147   | Callao – Barrio del Pilar                  |
| 149   | Tribunal – Plaza de Castilla               |
| 150   | Sol / Sevilla – Virgen del Cortijo         |
| C1    | Circular 1                                 |
| C2    | Circular 2                                 |
| F     | Cuatro Caminos – Ciudad Universitaria      |
| N1    | Cibeles – Sanchinarro                      |
| N21   | Cibeles – Arroyo del Fresno                |
| N22   | Cibeles – Barrio de La Paz                 |
| N23   | Cibeles – Montecarmelo                     |
| N24   | Cibeles – Las Tablas                       |
| N25   | Alonso Martínez – Villa de Vallecas        |
| N26   | Alonso Martínez – Aluche                   |
| NC1   | Circular 1                                 |
| NC2   | Circular 2                                 |

| Línea     | Vías cubiertas sentido ida                                                                                 | Vías cubiertas sentido vuelta                                                                     |
| --------- | --- | ------------------------------------------------------------------------------------------------- |
| 1         | Isaac Peral, Arcipreste de Hita y Princesa                                                                 | Princesa y Isaac Peral                                                                            |
| 2         | Blasco de Garay, Fernández de los Ríos, Vallehermoso, Juan Vigón, General Ampudia y avenida Reina Victoria | Guzmán el Bueno                                                                                   |
| 3         | Santa Engracia                                                                                             | Bravo Murillo, José Abascal, General Álvarez De Castro, Eloy Gonzalo y Fuencarral                 |
| 5         | Paseo de la Castellana, paseo del General Martínez Campos y Alonso Cano                                    | Modesto Lafuente, paseo del General Martínez Campos y paseo de la Castellana                      |
| 7         | Almagro, General Martínez Campos y paseo de la Castellana                                                  | Paseo de la Castellana, Miguel Ángel, Almagro                                                     |
| 12        | Paseo de San Francisco de Sales, Guzmán el Bueno, Cea Bermúdez y José Abascal                              | Paseo de la Castellana, Ríos Rosas, Avda. de Filipinas, Cea Bermúdez                              |
| 14 27 150 | Paseo de la Castellana                                                                                     | Paseo de la Castellana                                                                            |
| 16 61     | Fernández de los Ríos, Cardenal Cisneros, Eloy Gonzalo y paseo del General Martínez Campos                 | Paseo del General Martínez Campos, Eloy Gonzalo, Fernando El Católico                             |
| 21        | Alberto Aguilera, Carranza, Sagasta y Génova                                                               | Alberto Aguilera, Carranza, Sagasta y Génova                                                      |
| 37        | Bravo Murillo y Fuencarral                                                                                 | Francisco de Rojas, Luchana, Santa Engracia                                                       |
| 40        | Francisco de Rojas, Luchana, paseo de Eduardo Dato, General Martínez Campos y paseo de la Castellana       | Paseo de la Castellana, Miguel Ángel, paseo de Eduardo Dato, Luchana y Francisco de Rojas         |
| 44        | Princesa, Isaac Peral, paseo de San Francisco de Sales, General Ibáñez Ibero                               | General Ibáñez Ibero, paseo de San Francisco de Sales, Isaac Peral, Arcipreste de Hita, Princesa  |
| 45        | Avda. Reina Victoria, Bravo Murillo, Cristóbal Bordiú, Agustín de Betancourt y paseo de la Castellana      | Paseo de la Castellana, Ríos Rosas, Santa Engracia y avenida de Reina Victoria                    |
| 62        | Plaza de Cristo Rey, Isaac Peral y Arcipreste de Hita                                                      | Isaac Peral y plaza de Cristo Rey                                                                 |
| 82 132    | Meléndez Valdés, Princesa, Isaac Peral y plaza de Cristo Rey                                               | Plaza de Cristo Rey, Isaac Peral, Arcipreste de Hita y Meléndez Valdés                            |
| 127       | Avenida de la Reina Victoria                                                                               | Avenida de la Reina Victoria                                                                      |
| 138       | Isaac Peral y Princesa                                                                                     | Arcipreste de Hita, Isaac Peral y plaza de Cristo Rey                                             |
| 147       | Carranza, Luchana, Paseo de Eduardo Dato, General Martínez Campos y paseo de la Castellana                 | Paseo de la Castellana, Miguel Ángel, Paseo de Eduardo Dato, Luchana y Carranza                   |
| 149       | Fuencarral, General Álvarez de Castro, Santa Engracia y Raimundo Fernández Villaverde                      | Raimundo Fernández Villaverde, Bravo Murillo y Fuencarral                                         |
| C1 C2     | Avenida de Reina Victoria y Raimundo Fernández Villaverde                                                  | Avenida de Reina Victoria y Raimundo Fernández Villaverde                                         |
| N21       | Princesa, Isaac Peral, paseo de San Francisco de Sales y General Ibáñez Ibero                              | General Ibáñez Ibero, paseo de San Francisco de Sales, Isaac Peral, Arcipreste de Hita y Princesa |
| N22       | Génova y Santa Engracia                                                                                    | Bravo Murillo, Fuencarral, Sagasta y Génova                                                       |
| N23 N24   | Paseo de la Castellana                                                                                     | Paseo de la Castellana                                                                            |

En el intercambiador de Moncloa, cercano al límite del distrito, tienen su cabecera gran parte de las líneas interurbanas del noroeste de la Comunidad de Madrid.

### Sanidad
No hay ningún hospital público en el distrito, cuyos vecinos son derivados fundamentalmente al Hospital Clínico San Carlos, en la plaza de Cristo Rey, unas de las fronteras del distrito. Sin embargo, es sede tradicional de importantes instituciones privadas desde sus inicios. En la actualidad siguen en funcionamiento, entre otros, el Hospital Homeopático de San José (actualmente es un centro de estudios y el edificio está en restauración, en la calle Eloy Gonzalo), la Clínica de La Milagrosa (calle García de Paredes), las clínicas Nuevo Parque, Santa Elena y Virgen de la Paloma (zona de la avenida del Valle) y la Clínica de La Luz (calle del General Rodrigo).

### Educación
En el distrito de Chamberí, hay 17 escuelas infantiles (2 públicas y 15 privadas), 6 colegios públicos de educación infantil y primaria, 5 institutos de educación secundaria, 14 colegios privados (con y sin concierto) y 2 centros extranjeros.
Chamberí es uno de los distritos madrileños que más plazas escolares ofrece. Esto es debido a la existencia de un número elevadísimo de centros de enseñanza primaria y secundaria, tanto laicos (los principales centros de la Institución Libre de Enseñanza se encuentran el distrito —con su sede inicial en Martínez Campos—, el Instituto Internacional en Miguel Ángel y la Residencia de Señoritas en Fortuny, el British Council, etc.) como religiosos (como los colegios La Inmaculada-Marillac, María Inmaculada, Sagrado Corazón de Jesús, San Diego y San Vicente, Blanca de Castilla).
En los años 1950-1960 se construyó una manzana completa para instituciones educativas, limitada por las calles de Guzmán el Bueno, Juan Vigón, Jesús Maestro y la avenida de Filipinas. En ella se reúnen el IES Joaquín Turina, el IES Islas Filipinas (antigua Escuela Superior de Artes Gráficas), la Escuela Oficial de Idiomas, el Colegio Nacional de Pruebas Asunción Rincón, la Escuela Normal de Magisterio María Jiménez (actualmente Escuela Superior de Ciencias Empresariales de la UCM) y el Colegio Jesús Maestro (de las teresianas).
Las oficinas centrales de la Universidad Nacional de Educación a Distancia están ubicadas en la calle de Bravo Murillo 38, y todo el distrito está salpicado por numerosas residencias universitarias y colegios mayores (C.M.U. Pío XII, C.M.U. Moncloa, C.M.U. Vedruna, C.M.U. Santa María de Europa, C.M.U. Santa María del Pino, C.M.U. Padre Poveda y C.M.U. San Pablo). Finalmente, la Universidad Politécnica de Madrid tiene en el distrito la sede de la Escuela Superior de Minas (calle de Ríos Rosas); y la Universidad Complutense, la Escuela de Biblioteconomía (calle de la Santísima Trinidad) y la Escuela Universitaria de Ciencias Empresariales (avenida de Filipinas). Destacar también que la Universidad San Pablo CEU tiene su rectorado y campus más antiguo situado en el distrito, incluyendo las Facultades de Derecho, Periodismo y Humanidades, entre otras. Poseen además algunas facultades la Universidad Pontificia de Salamanca, Universidad de Suffolk y la Universidad de Saint Louis.

### Deporte

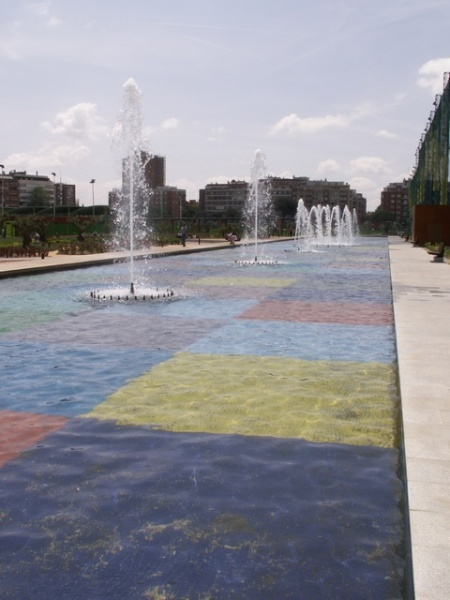
Estanque y fuentes del Centro de Ocio y Deportes del Canal de Isabel II, en el tercer depósito del Canal de Isabel II

Existe un gran contraste entre la mitad Norte y la Sur del distrito. Mientras que en la Sur prácticamente son inexistentes las instalaciones deportivas (salvo algunas privadas y de gran tradición, como el frontón de marqués de Riscal, el gimnasio acristalado de Guzmán el Bueno), en el Norte se concentran numerosas instalaciones de gran calidad:
- Instalaciones deportivas del Canal de Isabel II, avenida de Filipinas 56-68 (piscina, tenis, baloncesto, etc.).
- Centro de Ocio y Deportes Tercer Depósito del Canal de Isabel II, avenida de Filipinas 13-15 (pista de carrera, fútbol 11, fútbol 7, pádel, golf).
- Estadio de Vallehermoso, avenida de Filipinas 9-11 (estadio de atletismo, sala de esgrima, ring de boxeo, pabellón y gimnasio, piscina olímpica (de verano), frontón, pistas de tenis, bolos, hockey patines, baloncesto, rugby). Esta instalación fue demolida por completo en 2008, y en 2009 se paralizó el proyecto de construcción de un nuevo estadio de atletismo. En el verano de 2012 se retomaron parte de las obras, y se finalizaron en 2014[10] Aunque en esa ocasión solo se ejecutó la mitad de la parcela que corresponde con el polideportivo y piscina[11] mediante un acuerdo de construcción y posterior explotación privada. En julio de 2017 se aprobó[12] la construcción del estadio de atletismo en lo que durante 9 años ha sido un solar vacío.
- Club Deportivo Parque Móvil, calle de Cea Bermúdez 3 (piscina cubierta, gimnasio y frontón). Cerrado desde 2014 aunque aprobada su reconstrucción y reapertura para 2019.

### Comercio
El distrito sigue caracterizándose como residencial, por lo que ha mantenido gran parte del comercio tradicional. Algunas zonas se han ido especializando (automóviles en Bravo Murillo, mueble y decoración en Filipinas y Cea Bermúdez, etc.). Tras la voladura del mercado de Olavide en la década de 1970, mantiene los mercados de abastos de Vallehermoso, Andrés Mellado, Chamberí y Alonso Cano.
La Asociación de comerciantes de Pequeñas y Medianas empresa Chamberí Excelente, ACHE, fue constituida hace más de 10 años por Eduardo Molet, que continúa siendo desde esa fecha, de manera ininterrumpida, su presidente. La Asociación trabaja para incentivar el comercio en el barrio de Chamberí.

### Ocio
La cercanía a la Ciudad Universitaria de Madrid es causa del elevado número de estudiantiles residentes en el barrio, bien en colegios y residencias, bien en pisos. Este alto porcentaje de jóvenes ha facilitado el desarrollo de amplias zonas de ocio, sobre todo en los barrios de Gaztambide (en torno a los complejos de Galaxia y Aurrerá), de Trafalgar (en torno a la plaza de Olavide) y de Arapiles (en torno al Centro Cultural Galileo). En el distrito se encuentran dos de las salas madrileñas míticas de música en directo: las salas Clamores (calle de Alburquerque) y Galileo Galilei (calle Galileo/calle Cea Bermúdez).
Hace algunas décadas contaba con una magnífica oferta cinematográfica. Las salas se concentraban en dos áreas: la calle Fuencarral y aledaños (cines Cartago —luego Verdi—, Magallanes, Quevedo, San Bernardo, Fuencarral, Proyecciones, Roxy A y B, Bilbao —luego Bristol—, minicines Fuencarral, Palafox, Luchana y Conde Duque) y la calle Fernández de los Ríos (cines Apolo, Vallehermoso, Emperador, Españoleto, Galileo y California). En la primera área sobreviven los cines Luchana (como teatro), Verdi, Conde Duque-Alberto Aguilera, Proyecciones y Paz; el Bristol es un establecimiento de moda textil; de los perdidos, el más famoso fue el cine Quevedo, sede habitual de las reuniones del Partido Comunista de España durante la Segunda República, que fue el gimnasio Palestra y actualmente un establecimiento de una gran cadena de supermercados. De la segunda área solo sobrevive el remodelado cine California (renombrado como sala Berlanga) que ahora pertenece a la Sociedad General de Autores y fue reabierto en el año 2010. De los demás que aún siguen en pie, solo algunos mantienen actividades de ocio: el cine Galileo es la sala Galileo Galilei, el cine Emperador fue la sala RKO (una discoteca) pero actualmente es un gimnasio y el cine Vallehermoso es utilizado como plató de televisión.
Las artes escénicas también tienen cabida en el distrito. El Teatro de la Abadía (calle de Fernández de los Ríos/calle de Vallehermoso), el teatro del Centro Cultural Galileo (calle de Fernández de los Ríos/calle de Galileo) y el recientemente recuperado teatro Amaya (paseo del General Martínez Campos), propiedad del cómico Moncho Borrajo. Además, en noviembre de 2008 se inauguró el complejo Teatros del Canal, en la esquina de las calles Cea Bermúdez y Bravo Murillo, con tres edificios: una sala-teatro, un auditorio y un complejo de salas de ensayo. Será la sede de la Orquesta y Coro de la Comunidad de Madrid, de la Compañía de Danza de Madrid y del Instituto Coreográfico de Madrid. Ampliando de esta manera la presencia de teatros y centros de artes escénicas en la zona.

## Fiestas
- Fiestas del Distrito: 16 de julio (Virgen del Carmen).

## Administración y política

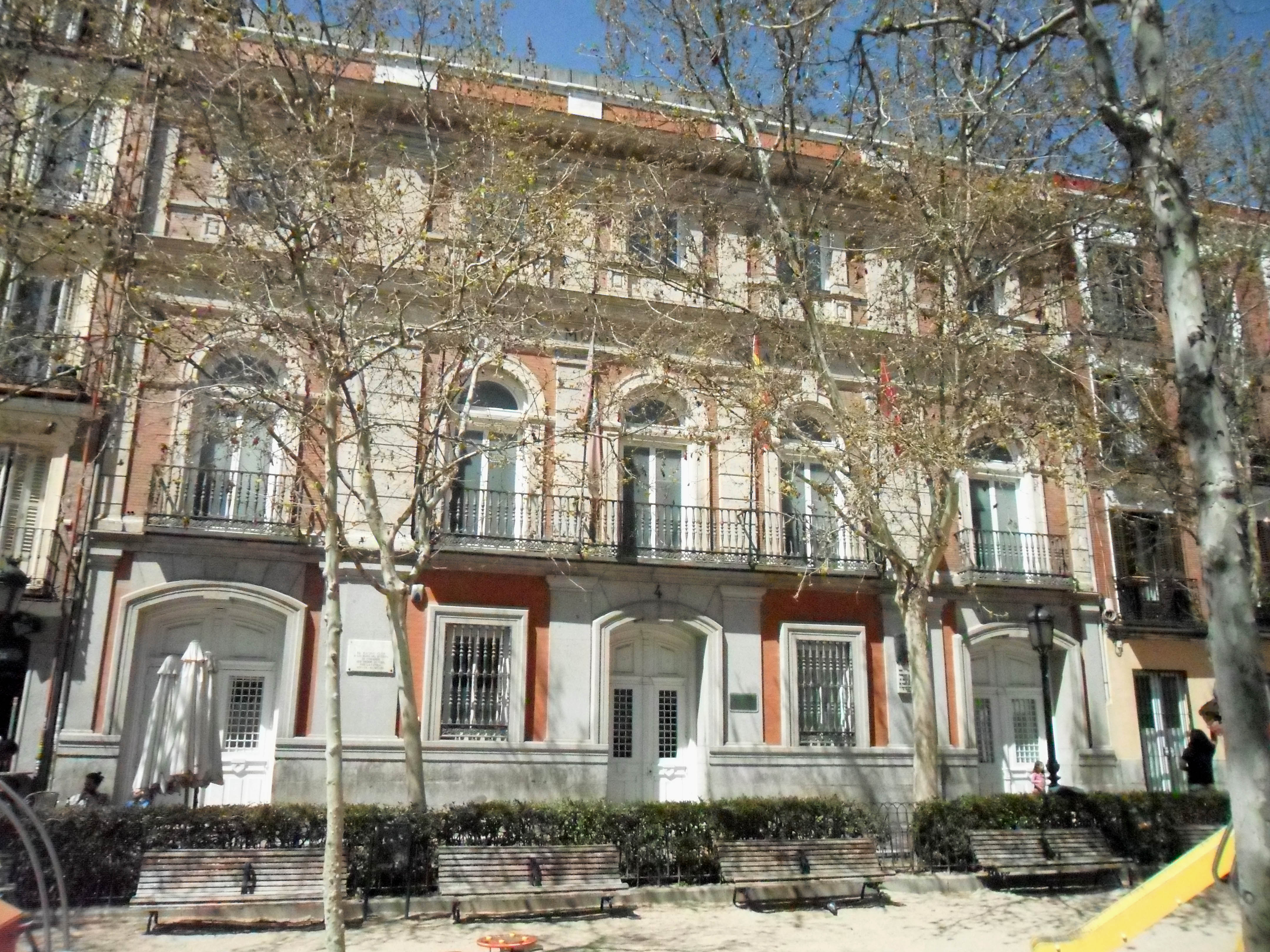
Junta Municipal del distrito de Chamberí

| Partidos               | Votos  | Porcentaje |
| ---------------------- | ------ | ---------- |
| PP                     | 31 698 | 37.01 %    |
| PSOE                   | 16 446 | 19.2 %     |
| Vox                    | 14 996 | 17.51 %    |
| CS                     | 8261   | 9.64 %     |
| Unidas Podemos         | 7501   | 8.76 %     |
| Más País               | 5221   | 6.1 %      |
| PACMA                  | 493    | 0.58 %     |
| Por Un Mundo Más Justo | 113    | 0.13 %     |
| Recortes Cero          | 90     | 0.11 %     |